# Eleanor (geslacht)
Eleanor is een kevergeslacht uit de familie van de boktorren (Cerambycidae). De wetenschappelijke naam van het geslacht werd voor het eerst geldig gepubliceerd in 1864 door Thomson.

## Soorten
Eleanor is monotypisch en omvat slechts de volgende soort:
- Eleanor medici (Bertoloni, 1849)